# Jamison Brewer
Jamison Rudy Van Brewer (* 19. November 1980 in East Point, Georgia) ist ein US-amerikanischer Basketballspieler, der nach seinem Karrierebeginn in der US-amerikanischen Profiliga NBA mittlerweile seine Karriere in Europa fortsetzt. Der auf der Position des Point Guard spielende Brewer tritt vor allem als Vorlagengeber in Erscheinung und holt für einen Spieler seiner Position vergleichsweise viele Rebounds. Seit März 2011 steht er beim deutschen Erstligisten Eisbären Bremerhaven unter Vertrag.
Während seines Studiums an der Auburn University in Alabama spielte Brewer für die Basketballmannschaft der Tigers in der Southeastern Conference der NCAA Division I. Bereits nach zwei Jahren meldete sich Brewer zum NBA Draft 2001 und wurde von den Indiana Pacers ausgewählt. Bei den Pacers aus Indianapolis wurde er in den folgenden drei Spielzeiten auch wegen Verletzungen im Schnitt nur in einem Sechstel der Saisonspiele eingesetzt, bei einer Spielzeit von zuletzt gut zwölf Minuten pro Spiel. 2004 wurde er von den Knicks aus New York verpflichtet, wo sich seine Einsatzzeiten nicht vergrößerten. Sein letztes Spiel für die Knicks machte er dann im Februar 2005, bevor er in einem Spielertausch zu den San Antonio Spurs weitergereicht wurde, die ihn aber nicht einsetzten. Zur folgenden Saison gelang ihm der Sprung in den Saisonkader der Knicks nicht mehr, so dass seine NBA-Karriere vorläufig endete.
In der Saison 2005/06 stand er dann kurzzeitig beim mehrfachen kroatischen Meister KK Cibona aus Zagreb unter Vertrag, die auch am Ende jener Saison Meister wurden. Brewer kehrte jedoch 2006 in sein Heimatland zurück und spielte für die in der ABA neu gegründete Franchise Hollywood Fame aus Los Angeles, welche am Ende der Spielzeit aber bereits wieder aufgelöst wurde. Brewer hatte anschließend kurzzeitige Verträge in Belgien sowie in der NBA Development League. Danach trat er für zwei Jahre als professioneller Basketballspieler nicht mehr in Erscheinung.
In der Saison 2009/10 hatte er einen Vertrag in São Paulo, Brasilien beim Erstligaverein EC Pinheiros (dem früheren SC Gêrmania), wo er wieder auf sich aufmerksam machen konnte, und wurde zur Saison 2010/11 vom ukrainischen Basketballclub aus Odessa verpflichtet. Dort konnte er sich nicht so ins Spiel einbringen wie gewünscht und der Vertrag wurde im Januar 2011 gelöst. Anfang März 2011 bekam er schließlich einen Vertrag von den Eisbären aus Bremerhaven, die seit dem Weggang des in der BBL-Saison 2009/10 zum besten Spieler auf seiner Position und ins BBL-First-Team berufenen Louis Campbell auf der Suche nach einem adäquaten Ersatz auf der Spielmacherposition waren. Mit Brewer als Spielorganisator konnte man sich dann erneut die Play-offs qualifizieren, wo man in der ersten Runde gegen den Titelverteidiger Brose Baskets ausschied. Brewers Vertrag wurde dann auch über das Vertragsende hinaus verlängert. Ende Dezember bat er dann um die Vertragsauflösung, für die nach offizieller Darstellung „persönliche Gründe“ angeführt wurden. Nach der Verpflichtung von Alex Gordon als Ersatz für Brewer wurde die Vertragsauflösung gewährt.